# Fregoli (miniserie televisiva)
Fregoli è uno sceneggiato televisivo in 4 puntate diretto da Paolo Cavara nel 1981 e interpretato da Gigi Proietti; il titolo è un chiaro riferimento all'attore Leopoldo Fregoli, noto per le sue capacità trasformistiche negli atti teatrali.
Lo sceneggiato racconta, in breve, uno "spaccato" dell'esistenza lavorativa e privata dell'attore teatrale; la prima visione delle 4 puntate è avvenuta sulla Rete 1, ma nel corso degli anni (soprattutto a partire dall'avvento della digitalizzazione dell'etere televisivo), lo sceneggiato è stato replicato anche sulle emittenti Rai Premium, Rai Storia e TV 2000.